# Мигули
Ми́гули (бел. Мíгулi, пол. Migule) — деревня в Сморгонском районе Гродненской области Белоруссии.
Входит в состав Залесского сельсовета.
Расположена в юго-западной части района. Расстояние до районного центра Сморгонь по автодороге — около 15 км, до центра сельсовета агрогородка Залесье  по прямой — 16,5 км. Ближайшие населённые пункты — Базары, Мыксы, Олешишки. Площадь занимаемой территории составляет 0,1031 км², протяжённость границ 2560 м.

## История
Имение Мигули отмечено на карте Шуберта (середина XIX века) в составе Кревской волости Ошмянского уезда Виленской губернии. В 1865 году упоминаются как фольварк и насчитывают 2 дыма (двора) и 24 жителя, из них 13 православных и 11 католиков.
После Советско-польской войны, завершившейся Рижским договором, в 1921 году Западная Белоруссия отошла к Польской Республике и деревня была включена в состав новообразованной сельской гмины Крево Ошмянского повета Виленского воеводства.
В 1938 году фольварк Мигули насчитывал 1 дым и 8 душ.
В 1939 году, согласно секретному протоколу, заключённому между СССР и Германией, Западная Белоруссия оказалась в сфере интересов советского государства и её территорию заняли войска Красной армии. Деревня вошла в состав новообразованного Сморгонского района Вилейской области БССР. После реорганизации административного-территориального деления БССР деревня была включена в состав новой Молодечненской области в 1944 году. В 1960 году, ввиду новой организации административно-территориального деления и упразднения Молодечненской области, Мигули вошли в состав Гродненской области.

## Население
| 1865 | 1938 | 1999 | 2009 |
| ---- | ---- | ---- | ---- |
| 24   | 8    | 22   | 8    |

## Транспорт
Через деревню проходит автодорога местного значения Н6144 Голешонки — Олешишки.